# Code de commerce (Syrie)
Pour les autres articles nationaux ou selon les autres juridictions, voir Code de commerce.
Le Code de commerce fut promulgué par le décret législatif no 149 du 22 juin 1949.